# Швепенхаузен
Швепенхаузен (њем. Schweppenhausen) општина је у њемачкој савезној држави Рајна-Палатинат. Једно је од 119 општинских средишта округа Бад Кројцнах. Према процјени из 2010. у општини је живјело 866 становника. Посједује регионалну шифру (AGS) 7133093.

## Географски и демографски подаци
Швепенхаузен се налази у савезној држави Рајна-Палатинат у округу Бад Кројцнах. Општина се налази на надморској висини од 195 метара. Површина општине износи 3,0 km². У самом мјесту је, према процјени из 2010. године, живјело 866 становника. Просјечна густина становништва износи 284 становника/km².